# Bache (Cheshire)
Bache – wieś w Anglii, w hrabstwie ceremonialnym Cheshire, w dystrykcie (unitary authority) Cheshire West and Chester. Leży 2 km na północ od miasta Chester i 267 km na północny zachód od Londynu. W 2001 miejscowość liczyła 158 mieszkańców.